# Hermann Asmus
Hermann Asmus (* 23. Februar 1887 in Berlin; † 29. Januar 1968 in Bergholz-Rehbrücke) war ein deutscher Filmarchitekt und Theatermaler.

## Leben und Wirken
Asmus erhielt eine Ausbildung zum Theatermaler an der Kunstschule und Kunstgewerbeschule. 1924 stieß er zum Film und begann als Maler und Hilfsarchitekt. Als zweiter Architekt debütierte Hermann Asmus Ende 1935. 
Bis 1939 war Asmus für meist kleinere Filmfirmen tätig, danach wechselte er zu den großen Gesellschaften UFA, Terra und schließlich Berlin-Film. Nach dem Krieg fand er Beschäftigung bei der DEFA, bis er am 31. Mai 1962 – zuletzt kaum mehr an der Gestaltung von Kulissen beteiligt – aus der DDR-Staatsfirma ausschied. 
Asmus kooperierte meist mit anderen Filmarchitekten (bei der DEFA am erfolgreichsten mit Emil Hasler). Seine Aufgabe bestand überwiegend in der Ausführung der Entwürfe bedeutenderer Kollegen. Besondere Fähigkeiten zeigte er bei Ausstattungsstoffen wie Andreas Schlüter, Figaros Hochzeit und Das kalte Herz, er betreute aber auch einige gegenwartsbezogene und sozialrelevante Geschichten mit Zeitkolorit, darunter Die Buntkarierten.

## Filmografie
- 1936: Schloß Vogelöd
- 1936: Der Schauspieldirektor (Kurzfilm)
- 1936: Die Lokomotivenbraut
- 1936: Die Hochzeitsreise (Kurzfilm)
- 1936: Standschütze Bruggler
- 1937: Das schöne Fräulein Schragg
- 1937: Vom Regen in die Traufe (Kurzfilm)
- 1937: Papas Fehltritt (Kurzfilm)
- 1937: Wenn Frauen schweigen
- 1937: Der Herzensbrecher (Gueule d’amour)
- 1937/53: Starke Herzen
- 1938: Verklungene Melodie
- 1938: Was tun, Sybille?
- 1938: Tanz auf dem Vulkan
- 1939: Marguerite: 3
- 1939: Tee zu zweien (Kurzfilm)
- 1939: Der Stammbaum des Dr. Pistorius
- 1939: Zwielicht
- 1940: Mädchen im Vorzimmer
- 1940: Kora Terry
- 1941: Himmelhunde
- 1942: Andreas Schlüter
- 1943: Großstadtmelodie
- 1943: Die schwarze Robe
- 1944: Eines Tages
- 1948: Das Mädchen Christine
- 1949: Die Buntkarierten
- 1949: Figaros Hochzeit
- 1950: Das kalte Herz
- 1951: Corinna Schmidt
- 1952: Sein großer Sieg
- 1952: Geheimakten Solvay
- 1953: Die Störenfriede
- 1953: Das kleine und das große Glück
- 1954: Letztes Fach unten rechts (Kurzfilm)
- 1955: 52 Wochen sind ein Jahr
- 1956: Mich dürstet
- 1957: Lissy
- 1957: Gejagt bis zum Morgen
- 1958: Das Lied der Matrosen
- 1959: Leute mit Flügeln
- 1961: Der Fall Gleiwitz